# Nur wir drei gemeinsam
Nur wir drei gemeinsam (Originaltitel: Nous trois ou rien, englisch: All Three of Us) ist ein autobiografisches Filmdrama des französischen Humoristen Manouchehr Tabib (alias: Kheiron) aus dem Jahr 2015. Kheiron, der im Film ebenfalls die Hauptrolle spielt, gab mit diesem Film sein Debüt als Regisseur. Der Film gewann beim Tokyo International Film Festival 2015 den Sonderpreis der Jury und wurde unter seinem deutschen Namen am 30. Juni 2016 in Deutschland veröffentlicht. Außerdem war er in der Kategorie „Bester Erstlingsfilm“ für den César 2016 nominiert.

## Handlung
Im Film erzählt Kheiron auf humorvolle Weise die Geschichte seiner Familie, die zur Zeit der iranischen Revolution aus dem Iran nach Frankreich geflohen ist. Die Geschichte beginnt im Iran der frühen 1960er Jahre, wo Hibat als eins von zwölf Geschwistern in einer ländlichen Gegend des südlichen Irans aufwächst und lernt, sich gegen seine Geschwister durchzusetzen. Später wird er als Jurastudent gemeinsam mit zwei seiner Brüder vom Schah-Regime wegen Aufruhrs zu einer zehnjährigen Haftstrafe verurteilt, während der er in Einzelhaft genommen und gefoltert wird, weil er sich weigert, einen Keks zu essen, der den Gefangenen im Auftrag des Schah überreicht wird. Als er aus dem Gefängnis entlassen wird, lernt er die Krankenschwester Fereshteh kennen und verliebt sich in sie. Er überzeugt ihren offenbar sehr traditionell-konservativ eingestellten Vater trickreich, dass die beiden heiraten dürfen. Sie bekommen einen Sohn und fliehen vor den Folgen der islamischen Revolution als Familie unter dem Motto „Nur wir drei zusammen“ auf einer abenteuerlichen Route über Kurdistan in die Türkei. Schließlich erhalten sie politisches Asyl in Frankreich, wo sie in einer schäbigen Vorstadt vom Paris unterkommen. Dort helfen ihnen die Erfahrungen der Flucht, die bis dahin zerstrittenen Bewohner zu vereinen und das Viertel aufzuwerten.

## Produktion
Der Film wurde an zwölf verschiedenen Drehorten in Marokko und Frankreich gedreht. Die in Teheran spielenden Szenen wurden dabei in Casablanca aufgenommen.
Anfang November 2015 war der Film für 3 Wochen in den Top Ten der französischen Kinocharts. Seit Februar 2017 ist er in Deutschland auf DVD erhältlich.

## Auszeichnungen
Tokyo International Film Festival 2015
- Sonderpreis der Jury

César 2016
- Nominierung in der Kategorie „Bester Erstlingsfilm“